# سیارک ۹۴۴۹
سیارک ۹۴۴۹ (به انگلیسی: 9449 Petrbondy، نامگذاری:1997VU2) نه هزار و چهارصد و چهل و نهمین سیارک کشف شده‌است که در ۴ نوامبر ۱۹۹۷ کشف شد.
قدر مطلق سیارک برابر ۱۲٫۲۰ است.